# Кендіс Карті-Вільямс
Кендіс Карті-Вільямс (англ. Candice Carty-Williams; нар. 21 липня 1989 р.) — британська письменниця, авторка  дебютного роману 2019 року «Квіні». Вона писала для таких видань, як The Guardian, iD, Vogue, The Sunday Times, BEAT Magazine та Black Ballad, а також є однією з авторок антології «Нові дочки Африки» (2019) під редакцією Маргарет Басбі.
На церемонії вручення Британської книжкової премії у червні 2020 року Карті-Вільямс стала першою темношкірою жінкою, яка отримала нагороду «Книга року» за роман «Квіні».

## Життєпис

### Дитинство та освіта
Кендіс Карті-Вільямс народилася в лікарні Святого Томаса у Вестмінстері та виросла в Південному Лондоні, жила в різний час у Кройдоні, Клепгемі, Стрітгемі, Ледівеллі та Льюїшемі. Її мати має ямайсько-індійське походження, а батько — ямаєць, він приїхав до Британії, коли йому було 16 років і працював водієм таксі. Карті-Вільямс сказала про своїх батьків: «Жоден з них не читає, хоча в мого тата тисячі платівок, можливо, звідси моя любов до колекціонування речей (у цьому випадку книжок). Мої бабуся та дідусь народилися на Ямайці, як і прадідусі, за винятком мого дідуся, який народився в Індії».
Вона сказала: «У дитинстві я ніколи не відчувала, що можу писати... Письменство — це те, до чого я прийшла дуже пізно, і, гадаю, я досі шукаю свою впевненість, бо ніколи не думала, що це досяжна кар'єра». Вона здобула ступінь з комунікацій та медіа в Університеті Сассекса, після чого вирішила спробувати зайнятися видавничою справою.

### Видавнича кар'єра
Після періоду стажування в Melville House, 4th Estate та William Collins, 2014 року вона отримала посаду асистентки з маркетингу у  видавничому підрозділі HarperCollins — 4th Estate, а 2015 року отримала підвищення до керівниці відділу маркетингу. Працюючи на цій роботі, вона усвідомила недостатнє представлення авторів та письменників етнічних меншин у видавничій справі, тому створила Премію за найкраще оповідання для авторів із національних меншин Великої Британії від Guardian та 4th Estate, метою якої було допомогти у видавничій справі або представництві літературних агентів. Таш Ав сказала, що премія була «невеликим, але надзвичайно цінним кроком у підтримці письменників з-поміж меншин та допомогла їм отримати ту видимість, на яку заслуговує їхня робота».
У вересні 2016 року вона приєдналася до видавництва Vintage, де обіймала посаду старшого менеджера з маркетингу, а також була наставницею у програмі Penguin Books «Пишіть зараз», і зрештою залишила видавництво у травні 2019 року.

### Квіні
2017 року її перший роман «Квіні» був виставлений на аукціон між чотирма видавництвами, і зрештою його придбало видавництво «Оріон» за шестизначну суму. Роман вийшов 2019 року, він розповідає про «життя та кохання Квіні Дженкінс, яскравої, проблемної 25-річної британки з Ямайки, у якої не дуже вдалий рік», і хоча його рекламували як роман про «чорношкіру Бріджит Джонс», сама Карті-Вільямс сказала в інтерв'ю журналу Stylist: «Саме так я думала про неї спочатку. Але ця книжка також природно політична саме через те, ким є Квіні. Вона не Бріджит Джонс. Вона ніколи нею не могла б бути». Виступаючи на CBS Local, Карті-Вільямс далі пояснила: «Це така особиста історія, але водночас і універсальна... Вона не автобіографічна, але це теми, які я запозичила зі свого життя та життя своїх друзів». Роман «Квіні» отримав багато позитивної уваги критиків, рецензенти характеризували його як «розумний та легкий комічний дебют» та «гостро політичний, суттєвий коментар до повсякденного расизму».
У серпні 2021 року було оголошено, що Channel 4 замовив у Карті-Вільямс восьмисерійний телевізійний драматичний серіал, оснований на історії «Квіні».

### Інші тексти
Карті-Вільямс писала для таких видань, як The Guardian, iD, Vogue, The Sunday Times, Refinery29, BEAT Magazine та Black Ballad . Вона написала есе для антології «Нові дочки Африки» (2019) під редакцією Маргарет Басбі, і розповіла, що вперше натрапила на книжку 1992 року «Дочки Африки» на книжковій полиці своєї хрещеної матері, академічки Гайді Сафії Мірзи (професорки расової проблематики в Голдсмітському коледжі Лондонського університету ).
7 січня 2020 року було оголошено, що Карті-Вільямс призначено новою щотижневою оглядачкою книжкового відділу газети The Guardian, її перша стаття для газети на цій посаді з'явилася 11 січня, а її колонки виходили упродовж усього 2020 року. У своїй колонці від 2 січня 2021 року вона оголосила, що це буде її остання колонка, пояснивши: «Я пам’ятаю, як вперше зустрілася зі своїми редакторами, щоб обговорити цю колонку; ми всі були так схвильовані тим, що принесе 2020 рік і про що я напишу. Потім, як ми всі знаємо, рік пішов… шкереберть, і ця колонка фактично перетворилася на доповіді з локдауну. ... Мені подобалося кожне написане слово; але готуючи мій другий роман «Людина», який вийде 2021 року, я буду прикута до свого столу (свого ліжка/мого дивана/стільця в моїй кімнаті, на якому я сиджу, коли мені потрібно подумати про якісь речі), і у мене буде дуже мало часу, щоб стежити за тим, що відбувається в літературному світі».
Вона є авторкою антології особистих історій відомих людей 2020 року під назвою «Dear NHS» за редакцією Адама Кея про те, як їм допомогла Національна служба охорони здоров’я.
Карті-Вільямс написала коротке оповідання для святкової кампанії Prada 2020 року, фотографом якого був Стівен Майзел.
16 березня 2020 року видавництво «Knights Of» оголосило про публікацію молодіжної новели авторства Карті-Вільямс під назвою «Емпрес і Анія», яка розповідає про двох дівчат-підліток з різним походженням, які випадково наклали заклинання обміну тілами на свій 16-й день народження. Вона вийшла 7 жовтня 2021 року.
У травні 2021 року було оголошено, що BBC замовила Вільямс написати сценарій до лондонської музичної телевізійної драми «Чемпіон».
«Людина», другий роман Карті-Вільямс, вийшов у квітні 2022 року.

### Романи
- Carty-Williams, Candice (2019). Queenie. Trapeze. ISBN 9781409180050.
- Carty-Williams, Candice (2022). People Person. Trapeze. ISBN 9781409180104.

### Новели
Цю повість для молоді, видало видавництво Knights Of
- Carty-Williams, Candice (2021). Empress & Aniya. Knights of Media. ISBN 9781913311100.

## Переклади українською
2024 року у видавництві «Ранок» вийшов український переклад роману «Емпрес і Анія». Перекладачка — Анастасія Скрипник.

## Зовнішні посилання
- Офіційний веб-сайт
- Кендіс Карті-Вільямс. [Архівовано 12 січня 2020 у Wayback Machine.]   у літературному агентстві Джо Анвін.
- Авторка "' Квіні  Кендіс Карті-Вільямс . Інтерв'ю з Семом Сандерсом, NPR, 2 липня 2019 року.
- «Індійський журнал представляє сесію запитань і відповідей із Кендіс Карті-Вільямс», BookWeb, Американська асоціація книготорговців, 20 березня 2019 року.
- «Коли Роксана Гей зустріла Кендіс Карті-Вільямс», Stylist, 2019.
- Сеті, Аніта (8 лютого 2020 р.), «Кендіс Карті-Вільямс: «Коли я росла, гумор був відволікаючим фактором» – Авторка книги «Квіні», що отримала нагороди, розповідає про расизм у побаченнях, дитячі книги, які її сформували, та важливість друзів», The Guardian .
- «Кендіс Карті-Вільямс: “Я пишу найкраще серед ночі '  (інтерв’ю, англ.), Жіноча премія за художню літературу.